# Megachile aethiops
Megachile aethiops är en biart som beskrevs av Smith 1853. Megachile aethiops ingår i släktet tapetserarbin, och familjen buksamlarbin. Inga underarter finns listade i Catalogue of Life.